# Casa di paglia

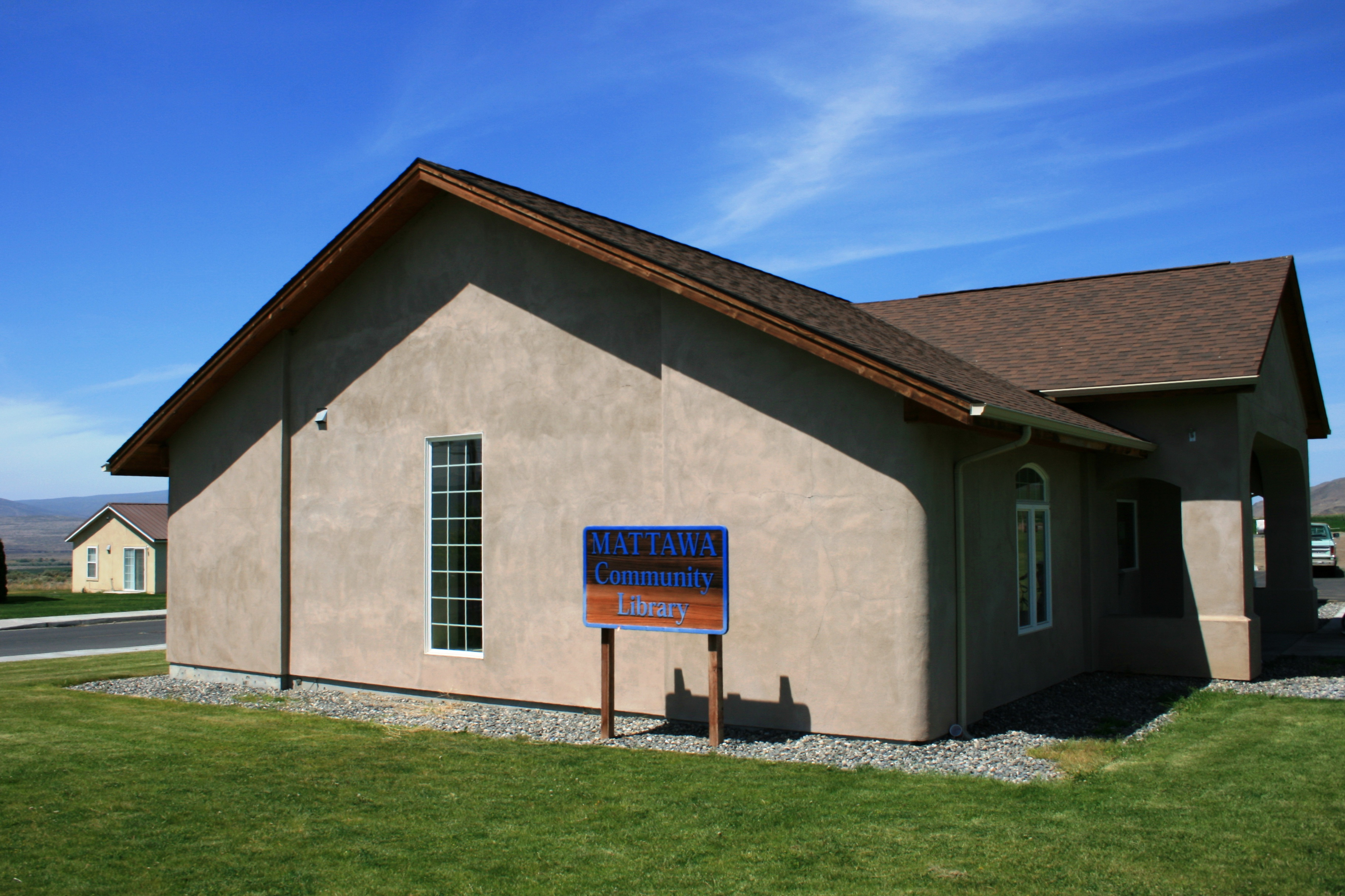
Biblioteca di Mattawa, nello stato di Washington, Stati Uniti d'America, realizzata con balle di paglia.

Le case di paglia sono costruzioni edilizie realizzate con paglia compressa in balle.

## Storia

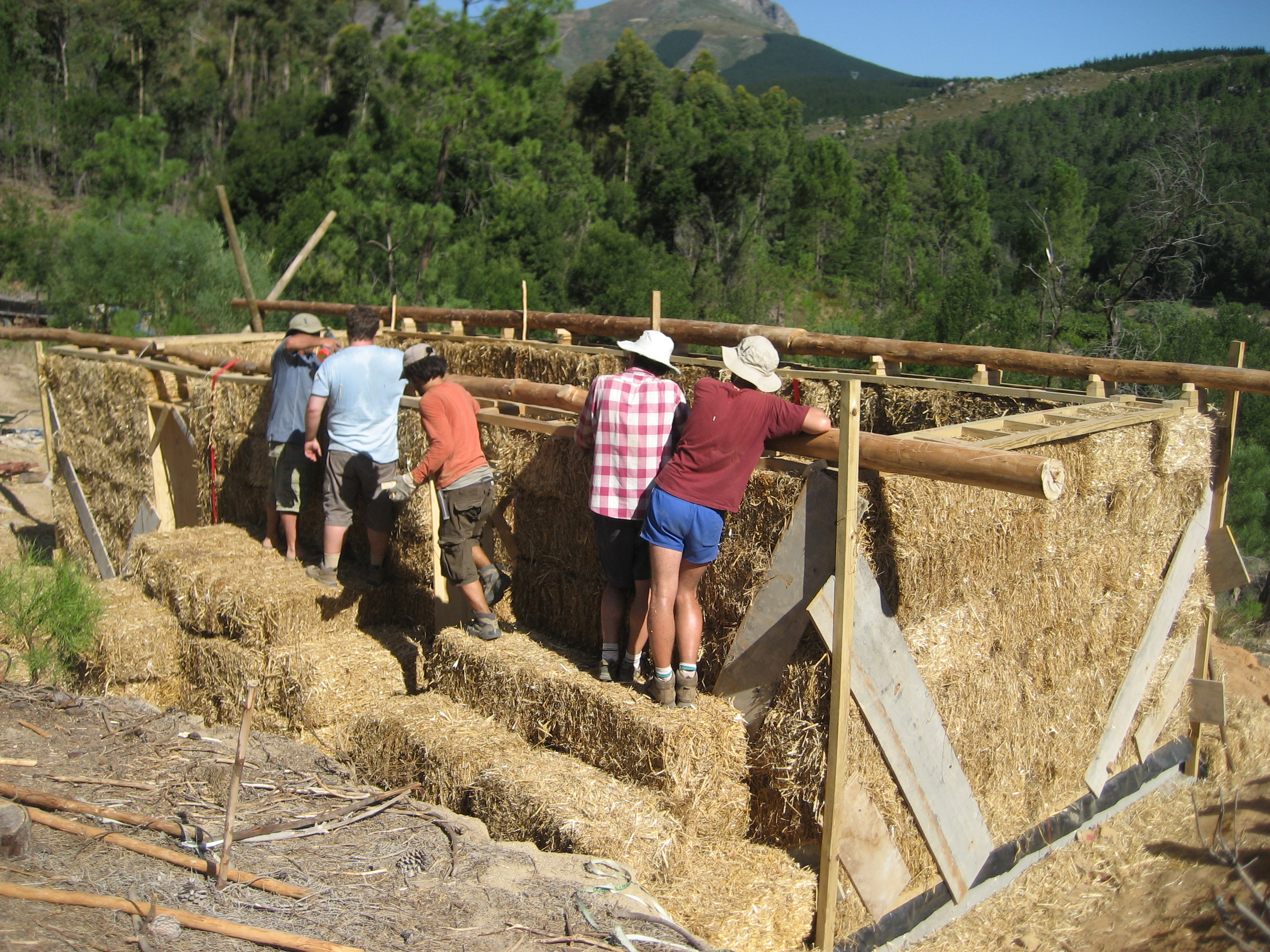
Una fase della costruzione di una casa di paglia

Le case di paglia nascono nella seconda metà dell'Ottocento negli Stati Uniti, nello stato del Nebraska, a opera di pionieri stabilitisi in una zona povera di pietre e legname, materiali tradizionalmente utilizzati per le costruzioni. Negli anni settanta del XX secolo, la tecnica è stata riproposta da Judy Knox e Matts Myhrman, che vi hanno apportato delle modifiche per adeguarla alle esigenze moderne. All'inizio degli anni novanta, Barbara Jones ha importato queste tecniche nel Regno Unito, adattandole alle diverse esigenze climatico-ambientali locali (Inghilterra, Irlanda, Galles, Scozia, ecc.)
Le tecniche utilizzate negli Stati Uniti e Canada per l'orditura delle pareti, prevedono tondini di acciaio per mantenere allineate le balle nei muri,  rete elettrosaldata come porta intonaco, fondazioni in calcestruzzo armato, intonaci cementizi, ecc. In un ambito del "tutto naturale", Barbara Jones ha proposto la sostituzione del ferro con il legno, individuando il legname di nocciolo quale sostituto del metallo e proponendo l'utilizzo della calce in sostituzione del cemento (usato come intonaco), realizzando intonaci a base di calce e terra cruda dalle superiori proprietà di traspirazione rispetto agli intonaci cementizi. Secondo la Jones, anche l'aggiunta all'impasto di piccole quantità di cemento riduce drasticamente la traspirabilità dei muri, aumentando la possibilità di proliferazioni di muffe sulle pareti più umide, come quelle del bagno e della cucina. Ovviamente possono essere usati i normali intonaci di buona tecnologia per edilizia (traspiranti), piastrellature ecc. per interni e per esterni, confidando sulle superiori proprietà isolanti della paglia, che limita le condense.

## Caratteristiche
Oltre alla semplicità di costruzione, tra i vantaggi di tale materiale vi sono:
- alto potere isolante termico della paglia compressa (la trasmittanza termica della paglia è molto buona: da 0,08 a 0,13 W/m2K e questo fa sì che si raggiungano facilmente i requisiti previsti per le case in classe A+);
- l'alto isolamento acustico;
- traspirabilità dei muri e conseguente salubrità degli ambienti interni;
- basso impatto ecologico;
- basso rischio di incendio; al contrario di quanto si possa pensare, le case in paglia resistono al fuoco più a lungo di un edificio in calcestruzzo armato.[senza fonte]

Le caratteristiche del materiale sono mantenute a patto che la costruzione venga realizzata a regola d'arte e riceva una regolare manutenzione, soprattutto nel caso si utilizzino materiali "naturali" per l'intonacatura. In caso contrario le infiltrazioni d'acqua e l'umidità possono compromettere gravemente le prestazioni dell'edificio. Molto importante risulta la sporgenza del tetto rispetto alle pareti, fatto che evita il dilavamento delle pareti stesse con il vento unito a pioggia, specie se si utilizzano intonacature in calce e terra (e non un vero intonaco edilizio).

### Resistenza alle sollecitazioni sismiche
Per quanto riguarda la resistenza sismica, una casa in balle di paglia in caso di eventi sismici offre migliori garanzie rispetto ad edifici in laterizio o calcestruzzo armato. La forza esercitata dal sisma sull'edificio è proporzionale alla massa dell'edificio stesso relata con la distanza delle masse stesse rispetto al suolo; essendo le masse di una casa in balle di paglia molto inferiori a quelle di un edificio in mattoni o cemento armato, la sollecitazione che incide sulla struttura nel suo complesso è notevolmente inferiore. La deformabilità del materiale consente inoltre l'assorbimento delle accelerazioni e vibrazioni, riducendo la possibilità di fratture importanti.

### Isolamento a cappotto
Con le balle di paglia si possono anche realizzare isolamenti "a cappotto", sia esterni che interni (quando non esistono le condizioni per realizzarli in esterno), per coibentare gli edifici. Anche in questo caso è fondamentale curare i dettagli, che sono essenziali per una buona riuscita dell'intervento.

## Normativa

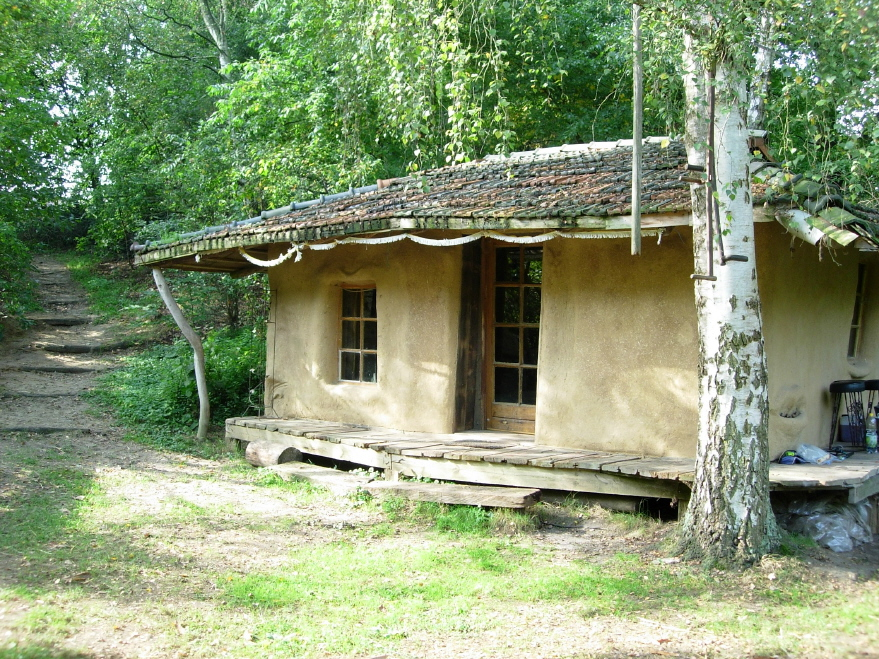
Casa realizzata con balle di paglia e intonacata con limo a Swalmen, nei Paesi Bassi.

Le costruzioni in paglia sono case a tutti gli effetti: per poterle realizzare è necessario presentare un progetto, che in Italia è firmato da un professionista abilitato, all'ufficio tecnico del Comune che concederà il permesso di costruire (ex concessione edilizia). Per progettare una casa in balle di paglia non si possono seguire i criteri di progettazione dell'edilizia convenzionale e neppure quelli della bioedilizia. Ci sono parametri diversi che vanno presi in considerazione. Una buona progettazione porta facilmente a una migliore efficienza dell'edificio, ed una riduzione poi dei costi di realizzazione.
La recente normativa italiana (2010) non prevede la possibilità di costruire con la tecnica autoportante (p. es. tipo Nebraska), bensì è necessaria una struttura portante, che può poi venire tamponata con le balle di paglia.

## Realizzazioni
Gli edifici in balle di paglia vengono costruiti in vari paesi del mondo e si sono particolarmente diffusi nei paesi anglosassoni, dove è più diffusa l'autocostruzione delle abitazioni. Ad oggi, soprattutto all'estero ma anche in Italia, si stanno realizzando edifici in balle di paglia attraverso imprese edili quindi rientrando nel sistema convenzionale di costruzione. Un esempio italiano sono delle villette a schiera in balle di paglia a Fano, realizzate interamente da un'impresa edile in un contesto urbano, primo esempio di applicazione della tecnica a questa tipologia residenziale in Italia.

### Libri
- Barbara Jones, Costruire con le balle di paglia, Firenze, Terra nuova edizioni, 2011,  p. 135, ISBN 978-88-88819-07-5.
- Lucia Strona, Case ecologiche di paglia. Tutto quello che devi sapere, Ebooks World Editor, 2015, ISBN 978-1-291-82145-1
- Athena e Bill Steen, David Bainbridge e David Eisenberg, Le case in Paglia, Bologna, Il filo verde di Arianna, 2013,  p. 364, ISBN 978-88-6588-050-0.
- (FR) Luc Floissac, La construction en paille. Principles fondamentaux. Techniques de mise en œuvre. Exemples de réalisations, Mens, Terre Vivante, 2012,  p. 383, ISBN 978-2-36098-081-9.

### Riviste
- Gabriele Bindi, Francesca Guidotti, Tutta un'altra casa, in Terra nuova, n. 285, Firenze, Terra nuova edizioni, luglio-agosto 2013,  pp. 17-25.